# Rock in Roma
Il Rock in Roma è una manifestazione musicale nata nel giugno 2009 che si svolge annualmente a Roma presso l'Ippodromo delle Capannelle, negli spazi dove, dopo una prima esperienza tra 1982 e 1983 (con performance tra gli altri di Neil Young e Dire Straits), già si erano tenuti numerosissimi concerti tra 1998 e 2008, anche sotto il nome Romarock Festival.
Il festival si tiene nei mesi estivi, oltreché a Capannelle occasionalmente anche al Circo Massimo). Non è un classico festival musicale lungo un limitato numero di giorni (usualmente tre, spesso un weekend), e più artisti e palchi ogni giorno, bensì è concepito come una rassegna di concerti, uno per giorno, per diverse settimane in estate, con artisti rappresentativi di vari generi musicali, tra cui techno, rap, elettronica, classical pop e alternative indie.
Le edizioni del 2020 e del 2021 non si sono tenute a causa dell'epidemia da Covid-19.

## Edizioni e concerti precedenti

### 2002
| 5 luglio  | Banco del Mutuo Soccorso / Elettrojoyce |
| 11 luglio | Franco Battiato                         |

### 2003
| 20 giugno | Marlene Kuntz           |
| 4 luglio  | Latte & i Suoi Derivati |
| 15 luglio | Modena City Ramblers    |
| 23 luglio | Elio e le Storie Tese   |
| 2 agosto  | Latte & i Suoi Derivati |

### 2004
| 21 giugno | Elio e le Storie Tese                     |
| 23 giugno | Verdena                                   |
| 26 giugno | Marlene Kuntz                             |
| 6 luglio  | Sean Paul                                 |
| 7 luglio  | Air                                       |
| 8 luglio  | Peter Gabriel                             |
| 16 luglio | Modena City Ramblers                      |
| 19 luglio | Latte & i Suoi Derivati / AnonimArmonisti |

### 2005
| 16 giugno | Banco del Mutuo Soccorso                  |
| 24 giugno | Negrita                                   |
| 1º luglio | Marlene Kuntz                             |
| 7 luglio  | Tori Amos / Tom McRae                     |
| 8 luglio  | Emir Kusturica & The No Smoking Orchestra |
| 15 luglio | Joss Stone                                |
| 18 luglio | Jamiroquai                                |
| 20 luglio | Negramaro                                 |
| 21 luglio | Planet Funk                               |
| 26 luglio | Anastacia                                 |

### 2006
| 5 luglio  | Afterhours                            |
| 19 luglio | Franco Battiato / Joan as Policewoman |
| 21 luglio | Massive Attack                        |
| 28 luglio | Daniele Silvestri                     |

### 2007
| 30 giugno | Daniele Silvestri           |
| 2 luglio  | Placebo                     |
| 3 luglio  | Peter Gabriel               |
| 4 luglio  | Deasonika                   |
| 13 luglio | Finley                      |
| 16 luglio | Steve Vai                   |
| 17 luglio | Ricky Martin                |
| 18 luglio | Avril Lavigne + Vanilla Sky |
| 20 luglio | Robert Plant                |

### 2008
| 19 giugno | LOB Tech Tones / Piergiorgio Lucidi |
| 30 giugno | Francesco De Gregori                |
| 3 luglio  | Subsonica                           |
| 4 luglio  | Fabrizio Moro                       |
| 6 luglio  | Tokio Hotel                         |
| 11 luglio | Pino Daniele                        |
| 12 luglio | Aventura                            |
| 15 luglio | Fiorella Mannoia                    |
| 16 luglio | Duran Duran                         |
| 18 luglio | Massive Attack / Djavan             |
| 19 luglio | Shaggy / Max Pezzali                |
| 24 luglio | Finley                              |
| 26 luglio | Ben Harper                          |

### 2009
| 27 giugno | Subsonica                                             |
| 30 giugno | UB40                                                  |
| 1º luglio | Vinicio Capossela + Calexico                          |
| 2 luglio  | Negrita                                               |
| 4 luglio  | Marlene Kuntz                                         |
| 5 luglio  | Testament + Kreator + Cathedral                       |
| 6 luglio  | Earth, Wind & Fire + Chic                             |
| 8 luglio  | P.F.M. canta Fabrizio De André                        |
| 9 luglio  | J-Ax                                                  |
| 10 luglio | Marta sui Tubi + Massimo Volume + Surgery             |
| 11 luglio | Bandabardò                                            |
| 14 luglio | The Killers + Franz Ferdinand + White Lies            |
| 15 luglio | Motörhead + Extrema + Merendine Atomiche              |
| 16 luglio | 2 Many DJ’s [ANNULLATO]                               |
| 18 luglio | Caparezza                                             |
| 20 luglio | Afterhours + Morgan + Hike Has The Giggles            |
| 22 luglio | Nine Inch Nails + Animal Collective + TV on the Radio |
| 24 luglio | Daniele Silvestri                                     |
| 25 luglio | Modena City Ramblers                                  |

### 2010
| 1º luglio | Heaven & Hell [ANNULLATO]                     |
| 5 luglio  | The Cranberries                               |
| 6 luglio  | Mika                                          |
| 7 luglio  | The Gossip                                    |
| 12 luglio | ZZ Top                                        |
| 13 luglio | Ska-P + 99 Posse + Er Piotta + The Hormonauts |
| 14 luglio | Baustelle + Nina Zilli                        |
| 15 luglio | Skunk Anansie + Motel Connection              |
| 21 luglio | Afterhours                                    |
| 22 luglio | Litfiba                                       |
| 26 luglio | The Cult                                      |
| 27 luglio | Daniele Silvestri                             |
| 28 luglio | Gary Moore                                    |

### 2011
| 18 giugno | Thirty Seconds to Mars + CB7                 |
| 21 giugno | Avenged Sevenfold                            |
| 23 giugno | Alessandro Mannarino                         |
| 29 giugno | Korn + Extrema + Stillwell + DJ Kid Knuckles |
| 30 giugno | Subsonica                                    |
| 3 luglio  | Black Label Society + Archer                 |
| 4 luglio  | Dream Theater + Anathema + Gamma Ray         |
| 6 luglio  | Afterhours + Cesare Malfatti                 |
| 8 luglio  | Mogwai + A Classic Education                 |
| 9 luglio  | Fabri Fibra                                  |
| 13 luglio | Chemical Brothers                            |
| 15 luglio | Franco Battiato                              |
| 16 luglio | Caparezza                                    |
| 17 luglio | Almamegretta & Raiz (reunion tour)           |
| 18 luglio | Daniele Silvestri                            |
| 19 luglio | Robert Plant & The Band of Joy + Ben Harper  |
| 20 luglio | Skunk Anansie + Motel Connection             |
| 21 luglio | Elio e le Storie Tese + Nevruz + Le Ossa     |
| 22 luglio | Jamiroquai + Fabri Fibra                     |
| 23 luglio | Jack Johnson + Kaki King                     |
| 24 luglio | Moby (+ after show DJset)                    |
| 29 luglio | Slash & Myles Kennedy+ Japanese Voyeur       |
| 30 luglio | Max Pezzali                                  |

### 2012
| 7 giugno     | Afterhours + Afghan Whigs (svoltosi all'Atlantico Live)            |
| 25 giugno    | Incubus + fIN                                                      |
| 26 giugno    | Cypress Hill + Everlast + Dope D.O.D. + Noyz Narcos                |
| 27 giugno    | Portishead                                                         |
| 2 luglio     | Deadmau5                                                           |
| 3 luglio     | Snoop Dogg + Cut Killer                                            |
| 5 luglio     | Negrita                                                            |
| 8 luglio     | Justice + guest                                                    |
| 9 luglio     | The Cure + Crystal Castles + The Cranes + Paolo Benvegnù + Denimor |
| 10 luglio    | Ray Manzarek & Robby Krieger (dei The Doors)                       |
| 11 luglio    | J-Ax                                                               |
| 12 luglio    | Garbage                                                            |
| 13 luglio    | Armin van Buuren + Jochen Miller                                   |
| 16 luglio    | Nina Zilli                                                         |
| 17 luglio    | Lenny Kravitz + Trombone Shorty & Orleans Avenue                   |
| 18 luglio    | Kasabian                                                           |
| 19 luglio    | Elio e Le Storie Tese + Nathalie                                   |
| 20 luglio    | Caparezza + Mama Marjas                                            |
| 21 luglio    | Boys Noize + guest                                                 |
| 22 luglio    | Goran Bregović                                                     |
| 23 luglio    | Ben Harper + Nneka                                                 |
| 25 luglio    | Subsonica                                                          |
| 26 luglio    | The Beach Boys                                                     |
| 27 luglio    | Simple Minds                                                       |
| 28 luglio    | Litfiba                                                            |
| 30 luglio    | Sonata Arctica                                                     |
| 2 agosto     | Placebo                                                            |
| 22 settembre | Radiohead + Caribou                                                |

### 2013
| 29 maggio | My Bloody Valentine (svoltosi all'Orion)                       |
| 5 giugno  | Green Day + All Time Low                                       |
| 11 giugno | The Killers + The Stereophonics                                |
| 21 giugno | Toto                                                           |
| 25 giugno | Korn + Bullet for My Valentine + Love and Death                |
| 4 luglio  | Iggy and the Stooges                                           |
| 5 luglio  | Max Gazzè                                                      |
| 9 luglio  | Rammstein                                                      |
| 10 luglio | Arctic Monkeys + The Vaccines + Miles Kane                     |
| 11 luglio | Bruce Springsteen and The E Street Band                        |
| 13 luglio | Mark Knopfler                                                  |
| 14 luglio | The Smashing Pumpkins + Mark Lanegan Band + Beware of Darkness |
| 16 luglio | Atoms for Peace                                                |
| 18 luglio | Ska-P + Casino Royale                                          |
| 22 luglio | Deep Purple                                                    |
| 24 luglio | Zucchero Fornaciari                                            |
| 25 luglio | Daniele Silvestri                                              |
| 26 luglio | Neil Young                                                     |
| 28 luglio | Sigur Rós                                                      |
| 29 luglio | Blur                                                           |
| 31 luglio | Negrita                                                        |

### 2014
| 3 giugno  | Queens of the Stone Age                                                    |
| 9 giugno  | Billy Idol                                                                 |
| 19 giugno | Avenged Sevenfold                                                          |
| 20 giugno | Thirty Seconds to Mars                                                     |
| 21 giugno | The Prodigy + Die Antwoord                                                 |
| 22 giugno | The Rolling Stones + John Mayer (svoltosi al Circo Massimo)                |
| 23 giugno | Arcade Fire                                                                |
| 26 giugno | Rob Zombie + Megadeth (sostituiti dai Soulfly) + Powerman 5000 (annullato) |
| 28 giugno | David Guetta                                                               |
| 1º luglio | Metallica + Alice in Chains + Volbeat + Kvelertak                          |
| 8 luglio  | The Black Keys                                                             |
| 16 luglio | The Lumineers + Passenger                                                  |
| 18 luglio | Fabrizio Moro                                                              |
| 19 luglio | Paolo Nutini                                                               |
| 21 luglio | Editors                                                                    |
| 22 luglio | Caparezza                                                                  |
| 24 luglio | Placebo                                                                    |
| 26 luglio | Bastille                                                                   |
| 2 agosto  | Franz Ferdinand                                                            |

### 2015
| 14 giugno   | Alt-J                                       |
| 16 giugno   | Slipknot + At the Gates + King 810          |
| 23 giugno   | Slash                                       |
| 30 giugno   | Mumford & Sons                              |
| 1º luglio   | Damian Marley                               |
| 2 luglio    | The Chemical Brothers                       |
| 4 luglio    | J-Ax & Fedez                                |
| 7 luglio    | Robbie Williams                             |
| 8 luglio    | Stromae                                     |
| 9 luglio    | Noel Gallagher's High Flying Birds          |
| 14 luglio   | Verdena                                     |
| 18 luglio   | Muse                                        |
| 20 luglio   | Subsonica                                   |
| 24 luglio   | Litfiba                                     |
| 25 luglio   | Caparezza                                   |
| 27 luglio   | Lenny Kravitz                               |
| 30 luglio   | Niccolò Fabi, Daniele Silvestri & Max Gazzè |
| 26 agosto   | Tame Impala                                 |
| 30 agosto   | Negrita                                     |
| 2 settembre | Interpol                                    |
| 6 settembre | Linkin Park + Simple Plan                   |

### 2016
| 7 giugno   | Duran Duran                                                                         |
| 8 giugno   | Nightwish + Epica + Apocalyptica                                                    |
| 11 giugno  | Orchestraccia                                                                       |
| 18 giugno  | I Cani                                                                              |
| 21 giugno  | Lukas Graham + Giò Sada e Barismoothsquad + Joan Thiele                             |
| 25 giugno  | Coez                                                                                |
| 28 giugno  | Blackberry Smoke + Simo                                                             |
| 2 luglio   | G3 (con Joe Satriani, Steve Vai e The Aristocrats)                                  |
| 2/3 luglio | David Gilmour (svoltosi al Circo Massimo)                                           |
| 6 luglio   | Glen Hansard                                                                        |
| 9 luglio   | Gemitaiz                                                                            |
| 11 luglio  | Suede + Stereophonics                                                               |
| 12 luglio  | Slayer + Amon Amarth                                                                |
| 13 luglio  | The 1975                                                                            |
| 15 luglio  | Skunk Anansie                                                                       |
| 16 luglio  | Bruce Springsteen & The E Street Band (svoltosi al Circo Massimo)                   |
| 19 luglio  | Afterhours                                                                          |
| 24 luglio  | Iron Maiden + Anthrax + Saxon + Sabaton + The Raven Age + A Perfect Day + Wild Lies |
| 26 luglio  | Gué Pequeno                                                                         |
| 28 luglio  | Salmo                                                                               |
| 29 luglio  | Ministri + Selton                                                                   |
| 30 luglio  | Mezzosangue                                                                         |

### 2017
| 23 giugno | Damian Marley                           |
| 24 giugno | Daniele Silvestri                       |
| 27 giugno | Samuel                                  |
| 4 luglio  | Brunori Sas                             |
| 5 luglio  | Alter Bridge                            |
| 6 luglio  | Mannarino                               |
| 8 luglio  | J-Ax & Fedez                            |
| 9 luglio  | Lauryn Hill                             |
| 10 luglio | The xx                                  |
| 13 luglio | Marracash & Gué Pequeno                 |
| 17 luglio | Einstürzende Neubauten                  |
| 20 luglio | Red Hot Chili Peppers + Knower          |
| 21 luglio | Kasabian                                |
| 22 luglio | Phoenix                                 |
| 25 luglio | Marilyn Manson + The Charm The Fury     |
| 27 luglio | Afterhours + Veramadre + Blanche        |
| 29 luglio | Lo Stato Sociale                        |
| 2 agosto  | The Offspring + Pennywise + Millencolin |

### 2018
| 20 giugno | The Killers                                                        |
| 24 giugno | Jeff Beck (al Teatro Romano di Ostia Antica)                       |
| 26 giugno | Parkway Drive + Thy Art Is Murder + Emmure (annullato)             |
| 28 giugno | Megadeth + Killswitch Engage                                       |
| 3 luglio  | Macklemore                                                         |
| 5 luglio  | Cristiano De André                                                 |
| 7 luglio  | Coez                                                               |
| 8 luglio  | Hollywood Vampires (all'Auditorium Parco della Musica)             |
| 10 luglio | Cigarettes After Sex (al Teatro Romano di Ostia Antica)            |
| 10 luglio | Post Malone                                                        |
| 12 luglio | Carl Brave x Franco126                                             |
| 13 luglio | Lo Stato Sociale                                                   |
| 14 luglio | Roger Waters (al Circo Massimo)                                    |
| 16 luglio | Caparezza                                                          |
| 17 luglio | Noyz Narcos                                                        |
| 19 luglio | Chemical Brothers                                                  |
| 19 luglio | Myles Kennedy + Dorian Sorriaux (al Teatro Romano di Ostia Antica) |
| 21 luglio | Sfera Ebbasta                                                      |
| 25 luglio | Mannarino                                                          |
| 26 luglio | Fabri Fibra                                                        |

### 2019
| Data      | Ippodromo delle Capannelle              | Auditorium Parco della Musica       | Teatro Romano di Ostia Antica |
| --------- | --------------------------------------- | ----------------------------------- | ----------------------------- |
| 22 giugno | Liberato                                |                                     |                               |
| 23 giugno | Anathema                                |                                     |                               |
| 27 giugno | Calcutta                                |                                     | Kraftwerk                     |
| 28 giugno |                                         |                                     | Kraftwerk                     |
| 30 giugno | Capo Plaza                              |                                     |                               |
| 2 luglio  | Franco 126                              |                                     | James Blake                   |
| 3 luglio  |                                         | Thirty Seconds to Mars              |                               |
| 4 luglio  | Gemitaiz                                |                                     |                               |
| 5 luglio  | The Zen Circus                          |                                     |                               |
| 6 luglio  | J-Ax + Articolo 31                      |                                     |                               |
| 7 luglio  | Haken                                   |                                     |                               |
| 9 luglio  | Pinguini Tattici Nucleari               | Skunk Anansie                       | Negrita                       |
| 11 luglio | Bad Bunny                               |                                     | Neurosis + JOB                |
| 12 luglio | Salmo                                   |                                     | Marlene Kuntz                 |
| 13 luglio | Carl Brave                              | Ben Harper & The Innocent Criminals |                               |
| 14 luglio | Ozuna                                   |                                     |                               |
| 16 luglio |                                         | Nick Mason's Saucerful of Secrets   |                               |
| 17 luglio | Subsonica                               |                                     |                               |
| 18 luglio | Ketama126 + Speranza + Massimo Pericolo |                                     |                               |
| 19 luglio | Ex-Otago + Viito                        |                                     |                               |
| 20 luglio | Ministri + Giancane                     |                                     |                               |
| 23 luglio | The Blaze                               |                                     |                               |
| 26 luglio | Luche                                   |                                     |                               |
| 27 luglio | IndJent Festival                        |                                     | Loredana Bertè                |

### 2022
| Data      | Ippodromo delle Capannelle                 | Auditorium Parco della Musica | Circo Massimo |
| --------- | ------------------------------------------ | ----------------------------- | ------------- |
| 10 giugno | Noyz Narcos                                |                               |               |
| 11 giugno | Leon Faun + MamboLosco + VillaBanks        |                               |               |
| 16 giugno | Mecna + CoCo                               |                               |               |
| 17 giugno | Psicologi + Fuckyourclique                 |                               |               |
| 18 giugno | Gemitaiz                                   |                               |               |
| 21 giugno | Lazza                                      |                               |               |
| 23 giugno | La Rappresentante di Lista + Rovere        |                               |               |
| 24 giugno | Shiva + Paky + Rhove                       |                               |               |
| 26 giugno | Gué                                        |                               |               |
| 27 giugno | Suicidal Tendencies                        |                               |               |
| 28 giugno | Cigarettes After Sex                       |                               |               |
| 29 giugno | Skunk Anansie                              |                               |               |
| 30 giugno | Willie Peyote                              | Brunori Sas                   |               |
| 1 luglio  | Ernia                                      |                               |               |
| 2 luglio  |                                            | Deep Purple                   |               |
| 3 luglio  | MadMan                                     |                               |               |
| 5 luglio  | Madame                                     |                               |               |
| 6 luglio  | Ariete                                     |                               |               |
| 7 luglio  | God Is an Astronaut                        |                               |               |
| 8 luglio  | The Chemical Brothers                      |                               |               |
| 9 luglio  |                                            |                               | Maneskin      |
| 12 luglio | Achille Lauro                              |                               |               |
| 13 luglio | Gianluca Grignani                          | Herbie Hancock                |               |
| 15 luglio | Carl Brave                                 |                               |               |
| 16 luglio | Idles                                      | Anuel AA                      |               |
| 18 luglio | Litfiba                                    |                               |               |
| 19 luglio | Testament + Exodus + Heathen + Death Angel |                               |               |
| 20 luglio | Frah Quintale                              |                               |               |
| 21 luglio | Ozuna                                      |                               |               |
| 22 luglio | Gazzelle                                   |                               |               |
| 23 luglio | Caparezza                                  |                               |               |
| 24 luglio | Il Tre                                     |                               |               |
| 27 luglio | Blanco + Guests                            | Patti Smith Quartet           |               |
| 28 luglio | Blanco + Guests                            |                               |               |
| 29 luglio | Naska e Simone Panetti                     |                               |               |
| 30 luglio | Rkomi                                      |                               |               |

### 2025
| Data         | Ippodromo delle Capannelle                   | Auditorium Parco della Musica |
| ------------ | -------------------------------------------- | ----------------------------- |
| 8 giugno     | Lovegang126                                  |                               |
| 10 giugno    | Rock Me Pride                                |                               |
| 17 giugno    | Fuckyourclique                               |                               |
| 18 giugno    | Geolier                                      |                               |
| 20 giugno    | Bresh                                        |                               |
| 23 giugno    | Rancore                                      |                               |
| 24 giugno    | Teenage Dream                                |                               |
| 25 giugno    | Naska                                        |                               |
| 27 giugno    | Coma Cose                                    |                               |
| 28 giugno    | Nu Genea                                     |                               |
| 1 luglio     | Paky + VillaBanks                            |                               |
| 3 luglio     | Lazza                                        |                               |
| 5 luglio     | Capo Plaza                                   |                               |
| 6 luglio     | Mezzosangue                                  |                               |
| 9 luglio     | Coez                                         |                               |
| 11 luglio    | Lindsey Stirling                             |                               |
| 12 luglio    | Maluma                                       |                               |
| 13 luglio    | Salmo                                        |                               |
| 14 luglio    | La Femme                                     |                               |
| 16 luglio    | Arctic Monkeys + The Hives + Willie J Healey |                               |
| 17 luglio    | Manuel Agnelli                               |                               |
| 19 luglio    | Articolo 31                                  |                               |
| 21 luglio    | Carcass + Candlemass                         |                               |
| 26 luglio    | Sfera Ebbasta + Shiva                        |                               |
| 22 settembre |                                              | Paul Weller                   |